# Janina (województwo mazowieckie)
Janina – wieś w Polsce położona w województwie mazowieckim, w powiecie grójeckim, w gminie Chynów.
W latach 1975–1998 miejscowość należała administracyjnie do województwa radomskiego.